# Gualgano Ridello
Gualgano Ridello (in latino Gualganus Ridellus; fl. XI-XII secolo) fu un signore normanno della fine dell’XI secolo e dell’inizio del XII secolo, signore o conte di Pontecorvo e duca di Gaeta.

## Biografia
Gualgano Ridello era il nipote di Goffredo Ridello, primo duca normanno di Gaeta, e il figlio e successore di Rinaldo Ridello. Il suo nome, sconosciuto nell’Italia dell’XI secolo, era quello di uno dei cavalieri della Tavola Rotonda.
Poco dopo la morte del principe Giordano I di Capua, sovrano di Gaeta, i Capuani e i Gaetani si ribellarono al dominio normanno: il successore di Giordano, il principe Riccardo II, fu costretto ad abbandonare Capua per il feudo familiare di Aversa, mentre il duca Rinaldo Ridello dovette fuggire da Gaeta verso Pontecorvo, feudo della famiglia Ridello. Sembra che Gualgano fosse ancora minorenne quando suo padre morì all’inizio degli anni 1090.
Nel 1092 o 1093, un uomo di oscure origini di nome Landolfo fu insediato come duca a Gaeta, e Gualgano continuò a rivendicare il ducato dal suo castello di Pontecorvo, dove si era ritirato.
Poco prima del 1100, Gualgano sposò la figlia del conte Ranulfo di Caiazzo.
Nel novembre 1103, un Normanno chiamato Guglielmo di Blosseville è menzionato negli atti come duca di Gaeta. Secondo Herbert Bloch, Gualgano sarebbe morto intorno al 1103, dopo essere stato estromesso da Gaeta da Guglielmo di Blosseville.